# سلطان‌پور نون
سلطان‌پور نون (به انگلیسی: Sultan Pur Noon) یک روستا در پاکستان است که در پنجاب واقع شده‌است.